# Richard Ira Bong
Richard Ira Bong (anglès: Richard Bong)  (Superior, 24 de setembre de 1920 - North Hollywood, 6 d'agost de 1945) Richard Ira "Dick" Bong és el màxim as de l'aviació estatunidenc, havent abatut un mínim de 40 avions japonesos durant la II Guerra Mundial. Va ser pilot de caça a les Forces Aèries de l'Exèrcit (USAAF) i receptor de la Medalla d'Honor. Totes les seves victòries aèries van ser pilotant un P-38 Lightning, un caça ràpid i ben armat.

## Biografia
Bong, fill de pares immigrants suecs, va créixer a una granja a Poplar, Wisconsin amb 8 germans. Va interessar-se des de ben petit en els avions construint maquetes.
Començà a estudiar al State Teachers College de Superior el 1938. Mentre era allà, Bong s'allistà al Programa Civil d'Entrenament de Pilots i prengué classes de vol privades. El 1941 s'allistà al Programa de Cadets d'Aviació del Cos Aeri de l'Exèrcit. Un dels seus instructors de vol va ser el capità Barry Goldwater (posteriorment Senador per Arizona i candidat a la presidència el 1964). L'habilitat de Bong com a pilot de caça va reconèixer-se a l'entrenament al nord de Califòrnia. Va rebre les seves ales i el despatx com a tinent de segona el 9 de gener de 1942, sent instructor de tir.

### Combat

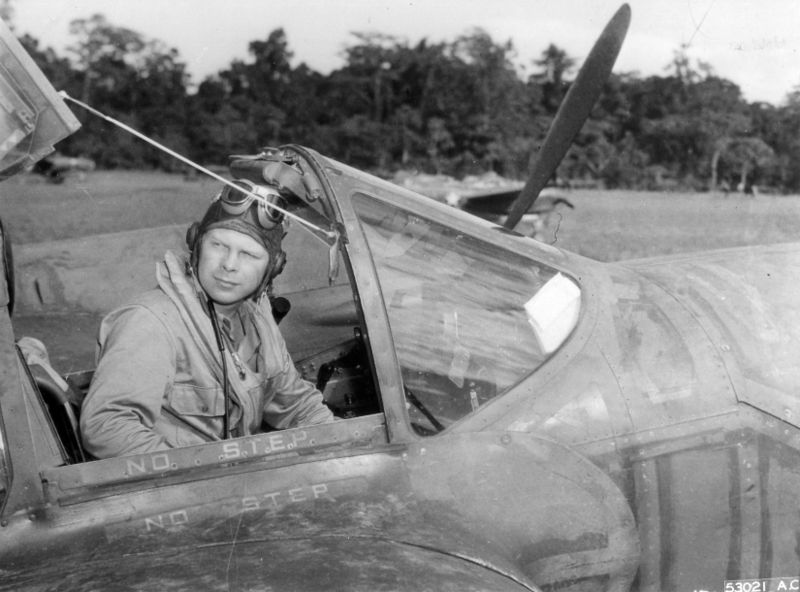
El Major Richard Bong al seu P-38.

El primer destí operatiu de Bong va ser el 49è Esquadró de Caces (FS), 14è Grup de Caces a l'aeròdrom Hamilton, Califòrnia, on passà a pilotar el bimotor P-38 Lightning.
El 12 de juny de 1942 Bong volà molt baix sobre una casa a San Anselmo. Va ser citat i deixat temporalment a terra per trencar les normes de vol, juntament amb 3 pilots més que havien fet loopings al voltant del Pont Golden Gate aquell mateix dia. Va ser esbroncat pel General George C. Kenney, comandant de la 4a Força Aèria, que li va dir "Si vostè no volgués volar per Market Street, jo no el voldria a la meva Força Aèria, però no ho tornarà a fer i vull dir el que estic dient." Kenney posteriorment escriuria: "Necessitàvem nois com aquell nano". Bong encara estava a terra quan la resta de la seva unitat va ser enviada (sense ell) a Anglaterra el juliol de 1942. Llavors Bong va ser transferit a una altra unitat de Hamilton Field, el 84è Esquadró de Caces del 78è Grup de Caces. Des d'allà va ser destinat a l'Àrea del Pacífic Sud-oest.
El 10 de setembre de 1942, el tinent Bong va ser destinat al 9è Esquadró de Caces (9è FS"Flying Knights"), 49è Grup de Caces, estacionat a Darwin, Austràlia. Mentre l'esquadró esperava que arribessin els Lockheed P-38s, Bong i d'altres pilots del 9è FS volaren algunes missions amb el 39è FS, 35è Grup de Caces, estacionat a Port Moresby, Nova Guinea, per tal d'adquirir experiència de combat. El 27 de desembre de 1942 Bong reclamà la seva primera victòria aèria, abatent un Mitsubishi A6M "Zero" i un Nakajima Ki-43 "Oscar" sobre Buna durant la batalla de Buna-Gona, sent condecorat amb l'Estrella de Plata.
Al març de 1943 Bong tornà al 49è FG, que es trobava a l'aeròdrom Schwimmer, prop de Port Moresby, Nova Guinea. El 26 de juliol Bong va abatre quatre caces japonesos sobre Lae, rebent en conseqüència la Creu del Servei Distingit. Mentre es trobava de permís als Estats Units, entre novembre i desembre de 1943, Bong va conèixer a Marge Vattendahl a una festa de la Superior State Teachers' College Homecoming i començà a sortir amb ella. Quan tornà al Pacífic Sud-oest el gener de 1944 batejà el seu P-38 com a "Marge" i li decorà el morro amb la seva foto. L'abril del 1944, el capità Bong havia abatut 27 avions japonesos, superant el rècord americà d'Eddie Rickenbacker, qui aconseguí 26 victòries a la I Guerra Mundial.
Després d'un nou permís als Estats Units al maig de 1944, el major Bong tornà a Nova Guinea al setembre. Tot i estar assignat a l'estat major del V Comandament de Caces i no haver de volar, per la seva condició d'instructor, Bong continuà volant des de Tacloban, Leyte durant la campanya de les Filipines, incrementant la xifra de victòries aèries fins a 40 el 15 de desembre de 1944.
Bong considerà que la seva punteria era pobre, compensant-ho apropant-se molt als seus objectius per tal de no fallar. En alguns casos volà entre les restes d'un avió enemic explotant, i en una ocasió topà amb el seu objectiu, reclamant una "victòria probable".
A recomanació del comandant Força Aèria de l'Extrem Orient General George Kenney, Bong rebé la Medalla d'Honor de mans del general Douglas MacArthur en una cerimònia especial celebrada el 8 de desembre de 1944. La citació constata que Bong volà missions de combat tot i el seu estatus d'"instructor", que era una de les seves tasques com oficial d'estandardització del V Comandament de Caces. La seva graduació de major el qualificava per comandar un esquadró, però sempre volà com a líder de vol (4 avions) o d'element (2 avions).
El 6 de gener de 1945 el general Kennedy envià a Bong a casa on el mes següent, el 10 de febrer, es va casar amb Marge Vattendahl i participà en nombroses activitats de Relacions Públiques, com la promoció de venda de bons de guerra.

### Mort
Bong esdevingué pilot de proves, destinat a la planta de Lockheed a Burbank (Comtat de Los Angeles), on volà un P-80 Shooting Star. El 6 d'agost de 1945, la bomba principal de combustible funcionava malament durant l'enlairament del P-80A 44-85048. Bong, o bé oblidà connectar la bomba auxiliar, o per algun motiu no va poder fer-ho. Bong saltà de l'avió, però estava massa baix perquè s'obrís el paracaigudes. L'avió s'estavellà a un camp. La seva mort ocupà les portades dels diaris per tot el país, compartint espai amb les primeres notícies del bombardeig d'Hiroshima.
En el moment en què s'estavellà, Bong portava acumulades 4 hores i 15 minuts de temps de vol (12 vols) al P-80. La bomba de combustible I-16 va ser un afegit posterior a l'avió (després d'un altre accident fatal), i el mateix Bong va ser interrogat pel capità Ray Crawford (un altre pilot de proves del P-80 que volà el mateix dia que Bong morí), dient-li que havia oblidat engegar la bomba I-16 a un vol anterior.
El Major Richard Ira Bong està enterrat al cementiri de Poplar, Wisconsin.

## Victòries
| Data | Morts | Localitzacion/Comentari                                                        |
| --- | ----- | ------------------------------------------------------------------------------ |
| 27 de desembre de 1942                                                                                          | 2     | sobre Buna                                                                     |
| 7 de gener de 1943                                                                                              | 2     | Nakajima Ki-43 "Oscars" sobre Lae                                              |
| 8 de gener | 1     | sobre Lae Harbor, status d'as                                                  |
| 3 de març | 1     | Mitsubishi A6M "Zero" durant la batalla del mar de Bismarck                    |
| 11 de març, | 2     | "Zeros"                                                                        |
| 29 de març, | 1     | Un bombarder pesat; promogut a Tinent de 1a.                                   |
| 14 d'abril | 1     | bombarder, sobre Milne Bay. Condecorat amb la Medalla de l'Aire.               |
| 12 de juny | 1     | "Zero", sobre Bena Bena                                                        |
| 26 de juliol | 4     | caces, en escorta sobre Lae; rebé la Medalla dels Vols Distingits              |
| de juliol | 1     | "Oscar", d'escorta sobre Nova Bretanya.                                        |
| 6 de setembre,                                                                                                  | 0     | reclamà dos bombarders, no confirmats; aterratge d'emergència sobre Mailinan   |
| 2 d'octubre, | 1     | Mitsubishi Ki-46 "Dinah" sobre Gasmata                                         |
| 29 d'octubre | 2     | "Zeros", sobre l'aeroport japonès de Rabaul                                    |
| 5 de novembre                                                                                                   | 2     | "Zeros", sobre l'aeroport japonès de Rabaul                                    |
| desembre 1943-gener 1944: de permís a Wisconsin                                                                 |       |                                                                                |
| febrer de 1944: destinat al Quarter General del Comandament de Caces de la 5a Força Aèria, però permès a volar. |       |                                                                                |
| 15 de febrer | 1     | Kawasaki Ki-61 "Tony" al Cap Hoskins, Nova Bretanya                            |
| 28 de febrer,                                                                                                   | 0     | destruí un avió de transport japonès a Wewak, Nova Guinea                      |
| 3 de març | 2     | bombarders Mitsubishi Ki-21 "Sally", sobre Tadji, Nova Guinea                  |
| d'abril 3, | 1     | caça sobre Hollandia, 25a victòria                                             |
| d'abril 12, | 3     | superà el rècord de 26 victòries d'Eddie Rickenbacker                          |
| Maig–juliol de 1944: de permís als Estats Units, fa gires publicitàries                                         |       |                                                                                |
| 10 d'octubre,                                                                                                   | 2     | Nakajima J1N "Irving" i "Oscar"                                                |
| 27 d'octubre,                                                                                                   | 1     | "Oscar"                                                                        |
| 28 d'octubre,                                                                                                   | 2     | "Oscars" davant Leyte                                                          |
| 10 novembre, | 1     | "Oscar" sobre Ormoc Bay                                                        |
| 11 de novembre,                                                                                                 | 2     | Recomanat per la Medalla d'Honor.                                              |
| 7 de desembre                                                                                                   | 2     | "Sally" i Nakajima Ki-44 "Tojo", cobrint els desembarcaments americans a Ormoc |
| 15 de desembre                                                                                                  | 1     | "Oscar"                                                                        |
| 17 de desembre                                                                                                  | 1     | "Oscar" sobre Mindoro.                                                         |

## Condecoracions
- Medalla d'Honor
- Creu del Servei Distingit
- Estrella de Plata amb una fulla de roure
- Creu dels Vols Distingits amb sis fulles de roure
- Medalla de l'Aire amb 14 fulles de roure
- Medalla del Servei de Defensa Americana
- Medalla de la Campanya Americana
- Medalla de la Campanya Asiàtica-Pacífica
- Medalla de la Victòria a la II Guerra Mundial
- Insígnia de Pilot